# Mikael Nilsson (fotbollsspelare född 1968)
Mikael Nilsson, född 28 september 1968 i Falköping, är en svensk före detta fotbollsspelare (vänsterback/mittback) i IFK Göteborg. 

## Biografi
Mikael Nilsson startade sin karriär i den lokala klubben Tomtens IF, innan han bytte till IFK Falköping och senare gick vidare till IFK Göteborg. Han var 19 år när han debuterade i Blåvitt mot IK Brage i Allsvenskan den 11 april 1988. I början var han forward, sedan innermittfältare för att sedan under många år ha rollen som vänsterback eller mittback. Nilsson blev IFK Göteborgs meste spelare genom tiderna med 609 A-lagsmatcher. Av dessa spelade Nilsson 284 matcher i Allsvenskan. Under sin tid i klubben vann han sex SM-guld (1990, 1991, 1993, 1994, 1995 och 1996).
Han fick debutera i det svenska landslaget 17 april 1991 i en vänskapsmatch mot Grekland. Nilsson var med i EM-truppen 1992, samt 
VM-truppen 1994 men fick ingen speltid under de båda turneringarna. Han tilldelades en kopia av Svenska Dagbladets guldmedalj 1994. Hans 22:a och sista landskamp blev den 28 februari 1996 i en vänskapsmatch mot Australien.
Som spelare utmärktes Mikael Nilsson av sin karaktär, sin resoluta spelstil och sina hårda skott. 17 mars 1993 slog Nilsson en frispark i mål i Champions League-mötet mot PSV Eindhoven. Det brittiska fotbollsmagasinet Four Four Two rangordnade världens 15 snyggaste frisparkar genom alla tider. Nilssons 1-0-mål mot PSV kom på fjärde plats.